# MAN Caetano
De MAN Caetano VIAbus is een lichtgewicht semi-lagevloerautobus, welke is ontstaan door samenwerking van MAN met Caetano Bus in Portugal. De officiële en geregistreerde benaming is niet zoals verwacht werd Caetano City Gold / MAN maar MAN VIAbus®, afgeleid van de standplaats Vianen. De bus biedt plaats aan 80 personen en is door de lage instap ook toegankelijk voor mindervaliden en rolstoelen. 
De bus is zeer licht van gewicht doordat de front gemaakt is van kunststof en het dak, de zij- en achterkant van aluminium. Het vervangen van onderdelen bij eventuele schade is ook heel makkelijk doordat alles licht is opgebouwd en makkelijk is gemonteerd.

## Nederland
Connexxion had 22 bussen (serie 8255-8276) van dit type in gebruik. De bussen werden tot 30 augustus 2009 ingezet in de regio Haaglanden. Na het verlies van deze concessie aan Veolia verdeelde Connexxion deze bussen over meerdere vestigingen waaronder Leidschendam, Hilversum en ook een aantal in de provincie Friesland. Ook had Connexxion een bus (3153) in gebruik die later ook nog bij Qbuzz dienst heeft gedaan.
Tussen augustus en december 2011 zijn ze bij Connexxion buiten dienst gesteld. De 8257 en 8275 zijn in januari 2012 verkocht aan Van Oeveren, die deze bussen inzet in Zeeland op de door Connexxion aan Van Oeveren uitbestede buslijnen. Ook reden er 6 bussen bij Syntus in Utrecht omdat nog niet alle nieuwe bussen geleverd waren.
De rest van de bussen staat sinds de buitendienststelling stil.

### Inzetgebieden
| Bedrijf                     | Series      | Aantal | Inzet                                                                     | Opmerking | Afbeelding |
| --------------------------- | ----------- | ------ | ------------------------------------------------------------------------- | --- | ---------- |
| Connexxion                  | 8255 - 8276 | 22     | Haaglanden, Duin- en Bollenstreek, Het Gooi, Noord- en Zuidwest-Friesland | |            |
| Connexxion                  | 3153        | 1      | Provincie Utrecht                                                         | Oorspronkelijk demobus, is later naar vervoerder Qbuzz gegaan, daarna ingeruild. Deze bus heeft ook een onbekende periode bij Rotterdam Airport gereden. |            |
| Hatro Tours                 | BP-FZ-02    | 1      |                                                                           | Voorheen Syntus 1158, daarvoor Connexxion 8258 |            |
| De Jong Tours               | 812-813     | 2      |                                                                           | Ex-Connexxion 8269 en 8276 |            |
| Van Oeveren                 | 92          | 1      | Zeeland                                                                   | Ex-Connexxion 8257 |            |
| Van Oeveren                 | 93          | 1      | Zeeland                                                                   | Ex-Connexxion 8275 |            |
| Rotterdam The Hague Airport | BP-LX-06    | 1      | Rotterdam                                                                 | Voorheen Connexxion 3153, daarvoor MAN Demobus |            |
| Sabeh Tours                 | BP-FZ-89    | 2      |                                                                           | Ex-Connexxion 8255 |            |
| Sabeh Tours                 | BP-GD-48    | 2      |                                                                           | Ex-Connexxion 8260 |            |
| Syntus                      | 1153 - 1158 | 6      | Provincie Utrecht                                                         | Ex-Connexxion. Waren eerste halfjaar 2017 tijdelijke bussen totdat de resterende nieuwe bussen geleverd werden.                                          |            |